# Mytilaster
Mytilaster is een geslacht van tweekleppigen uit de familie van de Mytilidae.

## Soorten
- Mytilaster lineatus (Gmelin, 1791)
- Mytilaster marioni (Locard, 1889)
- Mytilaster minimus (Poli, 1795)
- Mytilaster solidus Monterosato, 1883
- Mytilaster solisianus (d'Orbigny, 1842)